# Dynoides viridis
Dynoides viridis är en kräftdjursart som beskrevs av Bruce 1982. Dynoides viridis ingår i släktet Dynoides och familjen klotkräftor. Inga underarter finns listade i Catalogue of Life.